# Fritz Sander (Rechtswissenschaftler)
Fritz Sander (geboren 8. Juni 1889 in Heiligenstadt, Österreich-Ungarn; gestorben 3. Oktober 1939 in Prag) war ein österreichisch-tschechoslowakischer Rechtswissenschaftler.

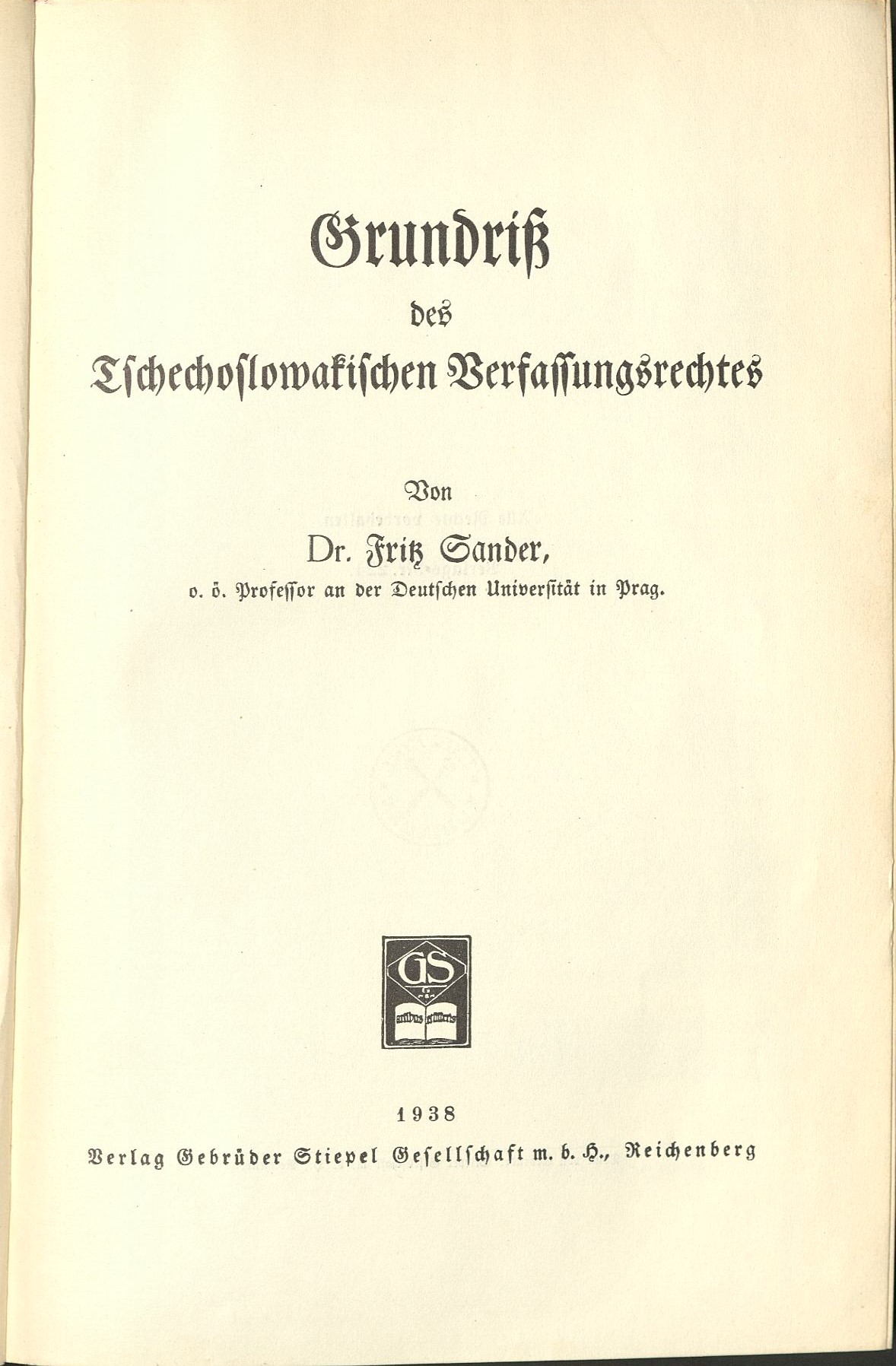
Grundriß des Tschechoslowakischen Verfassungsrechtes (1938)

## Leben
Friedrich Sander wurde im 1892 nach Wien eingemeindeten Heiligenstadt als Sohn des Kaufmanns Eduard Sander geboren. Er besuchte das k.k. Staatsgymnasium in Brünn und studierte von 1907 bis 1911 Jura an der Universität Wien. 1910 änderte er seinen Vornamen in Fritz. 1912 wurde er promoviert und wurde als Rechtsanwalt in Wien tätig. Er lehrte von 1918 bis 1922 Verfassungs- und Verwaltungslehre und Statistik an der Hochschule für Welthandel in Wien. Er habilitierte sich 1920 bei Hans Kelsen für Allgemeine Staatslehre und Rechtsphilosophie an der Universität Wien. Sander wurde 1921 ao. Professor und 1926 ordentlicher Professor an der Deutschen Technischen Hochschule in Prag. 1931 wurde er ordentlicher Professor für allgemeine Staatslehre, tschechoslowakisches Verfassungsrecht, Verwaltungslehre und tschechoslowakisches Verwaltungsrecht an der Deutschen Universität Prag. Er war Mitglied der staatswissenschaftlichen Staatsprüfungskommission und 1933/34 Dekan der Fakultät. 
In der Sudetenkrise 1938 wollte er zwischen der tschechoslowakischen Regierung und der Sudetendeutschen Partei vermitteln. 
Sander veröffentlichte zur Staatslehre und zur Staats- und Rechtsphilosophie und versuchte sich als Gründer einer soziologischen Rechtsschule zu etablieren. Anfänglich war er ein Anhänger der von Hans Kelsen vertretenen Reinen Rechtslehre. Er warf Kelsen dann, in Kelsens Interpretation, das Plagiat seiner Ideen vor, und es kam in den 1920er Jahren zu einem heftigen Streit, der erst 1930 formell beigelegt wurde. 
Sander war Mitglied der „Deutschen Gesellschaft der Wissenschaften und Künste für die Tschechoslowakische Republik in Prag“ und der Internationalen Vereinigung für Rechts- und Sozialphilosophie. 
Im März 1939 erfolgte die deutsche Eroberung der Tschechoslowakei und die Errichtung des Reichsprotektorats Böhmen und Mähren und Sander wurde zu Verstehen gegeben, dass er nicht-arischer Herkunft sei. Die Umstände seines Todes im Oktober des Jahres 1939 sind nicht bekannt.

## Schriften (Auswahl)

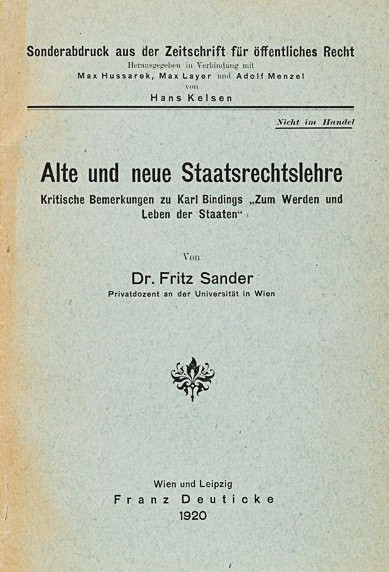
Alte und neue Staatsrechtslehre (1920)

- Rechtsdogmatik oder Theorie der Rechtserfahrung? Kritische Studien zur Rechtslehre Hans Kelsens, in: Zeitschrift für öffentliches Recht, 2, 1921
- Staat und Recht: Prolegomena zu einer Theorie der Rechtserfahrung. Wien: F. Deuticke, 1922
- Kelsens Rechtslehre. Kampfschrift wider die normative Jurisprudenz. Tübingen: Mohr, 1923
- Die Bedrohung der Deutschen Hochschulen in der Tschechoslowakischen Republik. Reichenberg: Kraus, 1926
- Allgemeine Gesellschaftslehre. Jena: G. Fischer, 1930
- Vorschläge für eine Revision der Verfassungsurkunde der Tschechoslowakischen Republik. Reichenberg: Kraus, 1933
- Das Problem der Demokratie. Brünn: Rohrer, 1934
- Verfassungsurkunde und Verfassungszustand der Tschechoslowakischen Republik. Brünn: Rohrer, 1935
- Die politische Gesetzgebung der Tschechoslowakischen Republik in den Jahren 1932-1934. Reichenberg: Stiepel, 1935
- Allgemeine Staatslehre: eine Grundlegung. Brünn: Rohrer, 1936
- Das Staatsverteidigungsgesetz und die Verfassungsurkunde der Tschechoslowakischen Republik : Eine rechtsdogmatische Untersuchung. Brünn: Rohrer, 1937
- Grundriß des Tschechoslowakischen Verfassungsrechtes. Reichenberg: Stiepel, 1938